# Drehplan

Drehplan Beispiel von Preproducer.com

Der Drehplan legt den Ablauf der Dreharbeiten fest und gibt der Planung zu einem Filmdreh die nötige Struktur, um zeit- und kosteneffizient zu arbeiten.
Bevor die Dreharbeiten zu einem Film beginnen, wird der Drehzeitraum festgelegt, also wie viele Drehtage benötigt werden, um das Drehbuch / Konzept zu verfilmen. Hier werden Kostengründe und organisatorische Faktoren abgewogen.

## Erstellung
Die Filmproduktionsleitung legt in Zusammenarbeit mit Erster Filmaufnahmeleitung, Regie und Regieassistenz fest, welches Bild an welchem Tag gedreht werden wird. Hierzu muss beachtet werden, wann welches Motiv zur Verfügung steht und ob die jeweiligen Schauspieler an diesen Tagen verfügbar sind. Sobald dies geschehen ist, wird der Drehplan in eine Tagesdisposition gepackt und an alle Stabmitglieder verteilt.
Einem Drehplan ist nicht nur zu entnehmen, wann welches Bild gedreht wird, sondern auch, wann welcher Schauspieler dabei sein wird, ob Komparsen, Spezialeffekte, Tiere, Autos oder andere Besonderheiten gebraucht werden. Ebenfalls relevant sind Informationen über die Anzahl der zu drehenden Kameraeinstellungen pro Bild (Szene) und Drehtag, die Vorstoppzeit und die Seitenlänge der Drehbuchszenen (Drehbuchauszug).
Zur Entwicklung des Drehplans werden heutzutage Computerprogramme eingesetzt. In Deutschland sind vor allem SESAM Dreh und Fuzzlecheck die Standard-Programme, international ist Movie Magic Scheduling sehr populär. Immer häufiger kommen auch Software-as-a-Service-Anwendungen wie Yamdu zum Einsatz um mehreren Personen die Zusammenarbeit an einem Plan zu ermöglichen und allen Beteiligten die jeweils aktuelle Version des Plans bereitstellen zu können.